# Abdoul Camara
Abdoul Razzagui Camara (Mamou, 20 febbraio 1990) è un ex calciatore guineano con cittadinanza francese, di ruolo attaccante.

## Carriera

### Club

#### Inizi: Rennes e Vannes
Cresciuto nelle giovanili del Rennes, nella stagione 2008-2009 è stato inserito nella rosa della prima squadra. Ha debuttato con la maglia del club rossonero il 30 maggio 2009, in Marsiglia-Rennes (4-0), subentrando ad Elderson Echiéjilé al minuto 57. Il 3 agosto 2009 è stato ceduto in prestito secco per una stagione al Vannes, club militante in Ligue 2. Il debutto con la nuova maglia è avvenuto il successivo 7 agosto, nell'incontro di campionato Vannes-Metz (3-0). Ha messo a segno la sua prima rete con la maglia bianconera il 18 settembre 2009, nell'incontro di campionato Vannes-Châteauroux (3-2), siglando la rete del momentaneo 2-2 al minuto 75. Ha collezionato in totale, con il club bianconero, 44 presenze e 7 reti.  Rientrato dal prestito, ha militato nel Rennes per un'altra stagione, totalizzando 32 presenze e una rete.

#### Sochaux, PAOK Salonicco, Maiorca
Il 30 agosto 2011 si è trasferito a titolo definitivo al Sochaux. Il debutto con la nuova maglia è avvenuto il 10 settembre 2011, nell'incontro di campionato Sochaux-Lorient (1-1). Ha messo a segno la sua prima rete con la maglia del club gialloblu il 20 ottobre 2011, nell'incontro di Coupe de la Ligue Nizza-Sochaux (2-1), siglando la rete del definitivo 2-1 al minuto 79. Il 31 gennaio 2013 è stato ceduto in prestito con diritto di riscatto al PAOK Salonicco, club greco. Il debutto nella massima serie greca è avvenuto il 3 febbraio 2013, in Aris Salonicco-PAOK Salonicco (2-2). Ha collezionato in totale, con la maglia bianconera, 16 presenze e due reti. Al termine della stagione è rientrato al Sochaux. Rimasto nella rosa del club gialloblu per la prima metà della stagione 2014-2015, è sceso in campo in 12 occasioni, siglando un totale di due reti. Il 31 gennaio 2014 è stato ceduto in prestito al Maiorca, club spagnolo militante in Segunda División. Ha debuttato con la nuova maglia il 9 marzo 2014, nell'incontro di campionato Real Saragozza-Maiorca (1-1), subentrando a Pedro Bigas al minuto 73. Ha collezionato in totale, con i Piratas, sei presenze in campionato.

#### Ultimi anni: Angers, Derby County, Guingamp
Il 30 giugno 2014 ha rescisso il proprio contratto con il Sochaux. Il 1º luglio 2014 è stato ingaggiato dall'Angers, con cui ha firmato un contratto triennale. Il debutto con la nuova maglia è avvenuto l'8 agosto 2015, nell'incontro di campionato Montpellier-Angers (0-2), gara in cui ha siglato la rete del momentaneo 0-1 al minuto 4 del primo tempo. Ha militato nelle file degli Scoïstes fino al gennaio 2016, totalizzando 47 presenze e 8 reti. Il 4 gennaio 2016 è stato ceduto a titolo definitivo al Derby County, club inglese militante in Championship con il quale ha firmato un contratto per tre stagioni e mezzo. Il debutto con la nuova maglia è avvenuto il successivo 9 gennaio, nell'incontro di FA Cup Hartlepool United-Derby County (1-2). Ha militato nelle file dei Rams fino al termine della stagione 2016-2017, totalizzando 27 presenze e una rete. Il 22 giugno 2017 ha risolto il proprio contratto con il Derby County. Il successivo 27 giugno è stato ingaggiato dal Guingamp. Ha debuttato con la nuova maglia il 5 agosto 2017, in Metz-Guingamp (1-3), gara valida per la prima giornata di campionato. Il 2 dicembre 2017, nell'incontro di campionato Troyes-Guingamp (0-1), si è rotto i legamenti crociati del ginocchio, concludendo anzitempo la stagione con un totale di 16 presenze e 2 reti. Il 27 agosto 2017 ha risolto il proprio contratto con il Guingamp per motivi di salute. Il successivo 6 settembre, all'età di 27 anni, ha annunciato il proprio ritiro dall'attività agonistica.

### Nazionale

#### Francia
Ha giocato, fra il 2007 e il 2011, per le selezioni giovanili della Nazionale francese.

#### Guinea
Nel 2011 ha scelto di giocare per la Nazionale guineana. Il debutto con la maglia della Nazionale è avvenuto il 24 gennaio 2012, in Mali-Guinea (1-0). Ha messo a segno la sua prima rete con la maglia della Guinea il 28 gennaio 2012, in Botswana-Guinea (1-6), siglando la rete del momentaneo 1-2 al minuto 27 del primo tempo. Ha partecipato, con la Nazionale guineana, alla Coppa d'Africa 2012 e alla Coppa d'Africa 2015. È sceso in campo, inoltre, nelle qualificazioni ai Mondiali 2014 e nelle qualificazioni alla Coppa d'Africa 2013 e alla Coppa d'Africa 2015. Ha collezionato in totale, con la maglia della Guinea, 16 presenze e 4 reti.

## Statistiche

### Presenze e reti nei club
| Stagione            | Squadra             | Campionato          | Campionato | Campionato | Coppe nazionali | Coppe nazionali | Coppe nazionali | Coppe continentali | Coppe continentali | Coppe continentali | Altre coppe | Altre coppe | Altre coppe | Totale | Totale |
| Stagione            | Squadra             | Comp                | Pres       | Reti       | Comp            | Pres            | Reti            | Comp               | Pres               | Reti               | Comp        | Pres        | Reti        | Pres   | Reti   |
| ------------------- | ------------------- | ------------------- | ---------- | ---------- | --------------- | --------------- | --------------- | ------------------ | ------------------ | ------------------ | ----------- | ----------- | ----------- | ------ | ------ |
| 2008-2009           | Rennes              | L1                  | 1          | 0          | CF+CDLL         | 0               | 0               | Intertoto+UEFA     | 0+0                | 0+0                | -           | -           | -           | 1      | 0      |
| 2009-2010           | Vannes              | L2                  | 37         | 4          | CF+CDLL         | 5+2             | 2+1             | -                  | -                  | -                  | -           | -           | -           | 44     | 7      |
| 2010-2011           | Rennes              | L1                  | 24         | 0          | CF+CDLL         | 2+1             | 1+0             | -                  | -                  | -                  | -           | -           | -           | 27     | 0      |
| giu.-ago. 2011      | Rennes              | L1                  | 3          | 0          | CF+CDLL         | 0+0             | 0+0             | EL                 | 2                  | 0                  | -           | -           | -           | 5      | 0      |
| Totale Rennes       | Totale Rennes       | Totale Rennes       | 27         | 0          |                 | 2+1             | 1+0             |                    | 2                  | 0                  |             | -           | -           | 32     | 1      |
| 2011-2012           | Sochaux             | L1                  | 21         | 1          | CF+CDLL         | 0+1             | 0+1             | -                  | -                  | -                  | -           | -           | -           | 22     | 2      |
| 2012-gen. 2013      | Sochaux             | L1                  | 15         | 0          | CF+CDLL         | 2+2             | 0+0             | -                  | -                  | -                  | -           | -           | -           | 19     | 0      |
| Totale Sochaux      | Totale Sochaux      | Totale Sochaux      | 36         | 1          |                 | 2+3             | 0+1             |                    | -                  | -                  |             | -           | -           | 41     | 2      |
| gen.-giu. 2013      | PAOK                | SLE                 | 10+3       | 2+0        | KE              | 3               | 0               | -                  | -                  | -                  | -           | -           | -           | 16     | 2      |
| 2013-gen. 2014      | Sochaux             | L1                  | 11         | 0          | CF+CDLL         | 1+0             | 2+0             | -                  | -                  | -                  | -           | -           | -           | 12     | 2      |
| gen.-giu. 2014      | Maiorca             | SD                  | 6          | 0          | CDR             | 0               | 0               | -                  | -                  | -                  | -           | -           | -           | 6      | 0      |
| 2014-2015           | Angers              | L2                  | 27         | 6          | CF+CDLL         | 1+2             | 0+0             | -                  | -                  | -                  | -           | -           | -           | 30     | 6      |
| 2015-gen. 2016      | Angers              | L1                  | 17         | 2          | CF+CDLL         | 0+0             | 0+0             | -                  | -                  | -                  | -           | -           | -           | 17     | 2      |
| Totale Angers       | Totale Angers       | Totale Angers       | 44         | 8          |                 | 1+2             | 0+0             |                    | -                  | -                  |             | -           | -           | 47     | 8      |
| gen.-giu. 2016      | Derby County        | FLC                 | 4+1        | 0          | FA+FLC          | 2+0             | 0+0             | -                  | -                  | -                  | -           | -           | -           | 7      | 0      |
| 2016-2017           | Derby County        | FLC                 | 15         | 0          | FA+EFLC         | 3+1             | 1+0             | -                  | -                  | -                  | FLT         | 1           | 0           | 20     | 1      |
| Totale Derby County | Totale Derby County | Totale Derby County | 20         | 0          |                 | 5+1             | 1+0             |                    | -                  | -                  |             | 1           | 0           | 27     | 1      |
| 2017-2018           | Guingamp            | L1                  | 14         | 2          | CF+CDDL         | 0+2             | 0+0             | -                  | -                  | -                  | -           | -           | -           | 16     | 2      |
| Totale carriera     | Totale carriera     | Totale carriera     | 209        | 17         |                 | 30              | 8               |                    | 2                  | 0                  |             | 1           | 0           | 242    | 25     |

### Cronologia presenze e reti in nazionale
| Cronologia completa delle presenze e delle reti in nazionale ― Guinea | Cronologia completa delle presenze e delle reti in nazionale ― Guinea | Cronologia completa delle presenze e delle reti in nazionale ― Guinea | Cronologia completa delle presenze e delle reti in nazionale ― Guinea | Cronologia completa delle presenze e delle reti in nazionale ― Guinea | Cronologia completa delle presenze e delle reti in nazionale ― Guinea | Cronologia completa delle presenze e delle reti in nazionale ― Guinea | Cronologia completa delle presenze e delle reti in nazionale ― Guinea |
| Data                                                                  | Città                                                                 | In casa                                                               | Risultato                                                             | Ospiti                                                                | Competizione                                                          | Reti                                                                  | Note                                                                  |
| --------------------------------------------------------------------- | --------------------------------------------------------------------- | --------------------------------------------------------------------- | --------------------------------------------------------------------- | --------------------------------------------------------------------- | --------------------------------------------------------------------- | --------------------------------------------------------------------- | --------------------------------------------------------------------- |
| 24-1-2012                                                             | Franceville                                                           | Mali                                                                  | 1 – 0                                                                 | Guinea                                                                | Coppa d'Africa 2012 - Gironi                                          | -                                                                     | 57’                                                                   |
| 28-1-2012                                                             | Franceville                                                           | Botswana                                                              | 1 – 6                                                                 | Guinea                                                                | Coppa d'Africa 2012 - Gironi                                          | 1                                                                     |                                                                       |
| 1-2-2012                                                              | Franceville                                                           | Ghana                                                                 | 1 – 1                                                                 | Guinea                                                                | Coppa d'Africa 2012 - Gironi                                          | 1                                                                     |                                                                       |
| 29-2-2012                                                             | Abidjan                                                               | Costa d'Avorio                                                        | 0 – 0                                                                 | Guinea                                                                | Amichevole                                                            | -                                                                     |                                                                       |
| 26-5-2012                                                             | Amanvillers                                                           | Guinea                                                                | 1 – 2                                                                 | Camerun                                                               | Amichevole                                                            | -                                                                     |                                                                       |
| 3-6-2012                                                              | Harare                                                                | Zimbabwe                                                              | 0 – 1                                                                 | Guinea                                                                | Qual. Mondiali 2014                                                   | -                                                                     | 75’                                                                   |
| 10-6-2012                                                             | Conakry                                                               | Guinea                                                                | 2 – 3                                                                 | Egitto                                                                | Qual. Mondiali 2014                                                   | 1                                                                     |                                                                       |
| 9-9-2012                                                              | Conakry                                                               | Guinea                                                                | 1 – 0                                                                 | Niger                                                                 | Qual. Coppa d'Africa 2013                                             | -                                                                     |                                                                       |
| 5-2-2013                                                              | Saint-Leu-la-Forêt                                                    | Senegal                                                               | 1 – 1                                                                 | Guinea                                                                | Amichevole                                                            | 1                                                                     | 46’                                                                   |
| 24-3-2013                                                             | Maputo                                                                | Mozambico                                                             | 0 – 0                                                                 | Guinea                                                                | Qual. Mondiali 2014                                                   | -                                                                     | 90’                                                                   |
| 11-10-2014                                                            | Casablanca                                                            | Guinea                                                                | 1 – 1                                                                 | Ghana                                                                 | Qual. Coppa d'Africa 2015                                             | -                                                                     | 74’                                                                   |
| 15-10-2014                                                            | Accra                                                                 | Ghana                                                                 | 3 – 1                                                                 | Guinea                                                                | Qual. Coppa d'Africa 2015                                             | -                                                                     | 67’                                                                   |
| 13-1-2015                                                             | Casablanca                                                            | Senegal                                                               | 5 – 2                                                                 | Guinea                                                                | Amichevole                                                            | -                                                                     |                                                                       |
| 20-1-2015                                                             | Malabo                                                                | Costa d'Avorio                                                        | 1 – 1                                                                 | Guinea                                                                | Coppa d'Africa 2015 - Gironi                                          | -                                                                     | 71’                                                                   |
| 28-1-2015                                                             | Mongomo                                                               | Guinea                                                                | 1 – 1                                                                 | Mali                                                                  | Coppa d'Africa 2015 - Gironi                                          | -                                                                     | 84’                                                                   |
| 1-2-2015                                                              | Malabo                                                                | Ghana                                                                 | 3 – 0                                                                 | Guinea                                                                | Coppa d'Africa 2015 - Gironi                                          | -                                                                     | 81’                                                                   |
| Totale                                                                |                                                                       | Presenze                                                              | 16                                                                    |                                                                       | Reti                                                                  | 4                                                                     |                                                                       |